# 311 (група)
„311“ е алтернативна рок група, създадена през 1988 г. в град Омаха, щата Небраска, Съединените американски щати.
Музиката им включва елементи от различни стилове като например рап, пънк, ска, реге и фънк. Членовете на групата се познават от деца и по техните думи са „приятели за цял живот“. 311 включва Николас Хексъм (китара, вокал), Дъглас Мартинес (вокал), Тимоти Махони (китара), Чад Секстън (ударни) и Пи-Нът (бас). След като известно време са свирили в областта, където са живели, през 1991 г. петимата се местят в Лос Анджелис (Калифорния) където подписват договор с Capricorn Records.
От тогава групата е издала 9 основни албума. През 1999 г. 311 започват да записват за Polygram International, но две години по-късно подписват нов договор с Volcano, където са и до днес.

## Дискография

### Демо албуми
- Dammit! (По дяволите!) – 1990 г. – What Have You Records – DNC
- Downstairs EP – 1990 – What Have You Records]] – DNC
- Unity (Единство) – 1991 – What Have You Records – DNC
- Hydroponic – 1992 – What Have You Records]] – DNC

### Студийни албуми
- 311 – 25 юли 1995 г., Capricorn Records, US #12, 3 000 000 продадени (тройно платинен)
- Evolver (Развиващ се) – 22 юли 2003 г., Volcano Records, US #7, по-малко от 500 000 продадени
- Don't Tread On Me, 16 август 2005 г., Volcano Records, US #5, по-малко от 500 000 продадени